# آنا ويبر
آنا ويبر (بالإنجليزية: Anna Webber)‏ هي مصورة أمريكية، ولدت في 28 أغسطس 1986 في وودلاند هيلز، كاليفورنيا في الولايات المتحدة.